# Działalność cichociemnych
Działalność cichociemnych (skróty: CC, cc. ) – na terenie okupowanej Polski wynikała z otrzymanej w chwili odejścia do kraju instrukcji oraz z otrzymywanych potem rozkazów Dowództwa Armii Krajowej. Każdy z cichociemnych był odrębną jednostką mającą jej przynależne cele działania, które zmieniały się też zależnie od sytuacji polityczno-wojennej. Sumaryczny obraz tych działalności dają informacje z biogramów każdego CC .

## Cichociemni w AK

### Dowodzenie, działania sztabowe

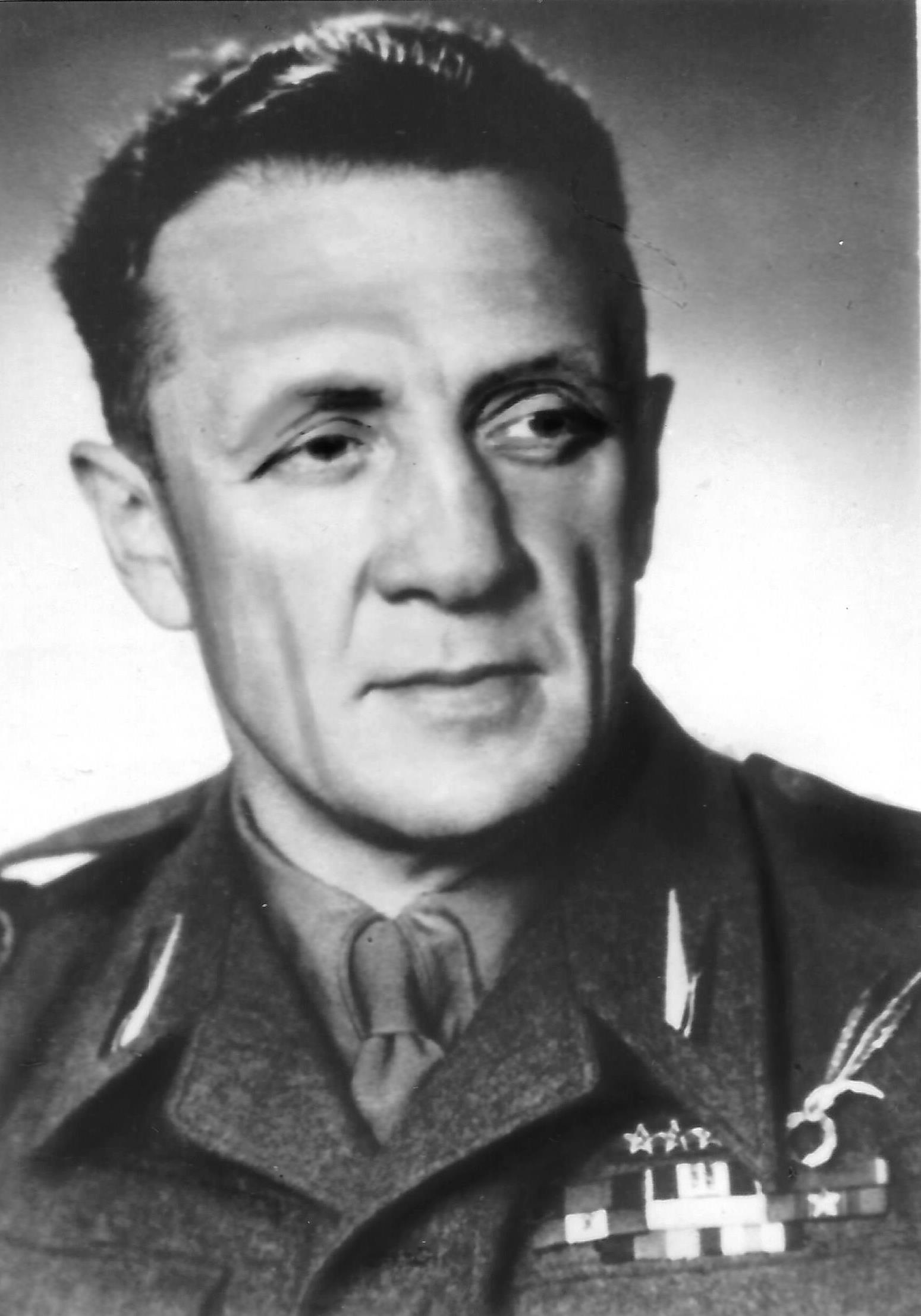
Cichociemny (Bolesław Kontrym)

W latach 1941–1942 do okupowanej Polski skoczyło na spadochronach 64 cichociemnych. Wszyscy oni obsadzili odcinki walki prowadzonej przez Związek Walki Zbrojnej (ZWZ). Od lutego 1942 r. zastępcą komendanta ZWZ był cc. mjr Henryk Krajewski ps. Trzaska. Do organizacji wojskowo sabotażowo-dywersyjnej Związku Odwetu skierowano 6 CC, a do organizacji dywersyjnej o kryptonimie Wachlarz 27 CC. 
Po przekształceniu ZWZ w Armię Krajową 92 CC przeszło do nowych struktur Komendy Głównej AK, obejmując między innymi funkcje 8 komendantów i zastępców komendantów okręgów, 7 szefów sztabów i kilkunastu szefów oddziałów w obszarach i okręgach. 
Między innymi cichociemni dowodzili:
- mjr Adolf Pilch ps. Góra był dowódcą Zgrupowania Stołpeckiego AK, kpt. Franciszek Rybka ps. Kula był jego zastępcą, a por. Ezechiel Łoś ps. Ikwa i por.  Lech Rydzewski ps. Grom byli dowódcami oddziałów – zgrupowanie było jednym z najdłużej walczących oddziałów partyzanckich, stoczyło ok. 230 bitew i potyczek, w jego szeregach walczyło ok. 1950 żołnierzy.
- por. Eugeniusz Kaszyński od 2 stycznia 1944 r. dowodził całością Zgrupowań Świętokrzyskich AK.
- por. Wiktor Wiącek ps. Kanarek dowodził 5 Wileńską Brygadą AK.
- kpt. Adam Boryczka ps. Brona dowodził 6 Wileńską Brygadą Partyzancką AK.
- kpt Antoni Nosek ps. Kajtuś dowodził skadrowanym dywizjonem artylerii 106 Dywizji Piechoty AK.
- rtm Stanisław Raczkowski ps. Bułany był dowódcą II batalionu 3 pułku piechoty 2 Dywizji Piechoty Legionów AK.
- por. Jan Piwnik dowodził zwartymi oddziałami partyzanckimi Świętokrzyskiego Zgrupowania Armii Krajowej – Zgrupowaniem Ponurego, a później II batalionem 2 pułku piechoty Legionów Armii Krajowej na Kielecczyźnie.
- por. Antoni Iglewski oraz por. Walery Krokay dowodzili batalionami Suszarnia.
- por. Zbigniew Twardy ps. Trzask dowodził batalionem partyzanckim Błyskawica.
- rtm Jan Skrochowski ps. Ostroga był dowódcą 2 szwadronu 26 pułku ułanów wielkopolskich im. Hetmana J.K. Chodkiewicza.
- kpt. Stanisław Winter ps. Stanley był dowódcą II batalionu 78 pułku piechoty AK.
- ppor. Fryderyk Serafiński ps. Drabina dowodził 1 kompanią szturmową I batalionu „Las” 74 pułku piechoty 7 Dywizji Piechoty AK.
- kpt. Jan Woźniak ps. Kwaśny był dowódcą kompanii szturmowej VII batalionu 77 pułku piechoty AK.
- kpt. Tadeusz Klimowski ps. Ostoja jako oficer operacyjny oraz: por. cc. Walery Krokay ps. Siwy, por. Michal Fijałka ps. Sokół , por. Franciszek Pukacki ps. Gzyms, por. cc. Zbigniew Twardy ps. Trzask dowodzili oddziałami 27 Wołyńskiej Dywizji Piechoty.
- kpt. Bolesław Kontrym oddziałem Sztafeta-Podkowa.
- ppor. Hieronim Dekutowski oddziałem Zapory.
- por. Józef Czuma oddziałem Skrytego.
- mjr Maksymilian Klinicki ps. Wierzba dowodził oddziałem partyzanckim Grom.
- ppor. Lech Łada ps. Żagiew oddziałem partyzanckim Gryzonie.

W kwietniu 1944 r. grupa w składzie: ppłk pil. Jan Biały ps. Kadłub, kpt. pil. Jerzy Iszkowski ps. Orczyk, kpt. pil. Bronisław Lewkowicz ps. Kurs, por. technik Edmund Marynowski ps. Tryb otrzymała od specjalnego kuriera przybyłego z Londynu instrukcję: Powiadomić dowódcę Armii Krajowej, że powstanie nie będzie wspierane lotnictwem…. Podobną instrukcję miał przekazać cc. Jan Nowak-Jeziorański, ostatni emisariusz Rządu Polskiego do KG AK. przed wybuchem powstania warszawskiego. 
Instrukcje te nie zostały wzięte pod uwagę. Powstanie warszawskie zostało wywołane decyzją Komendy Głównej AK. W powstaniu udział wzięło 95 CC, pełniąc wiele funkcji dowódczych. A cc. gen. Leopold Okulicki został 27 lipca 1944 r. mianowany zastępcą Tadeusza Bora-Komorowskiego na stanowisku komendanta AK oraz został komendantem zakonspirowanej organizacji „NIE”. Od 21 grudnia 1944 r. został formalnie mianowany na komendanta głównego AK.

### Dywersja i sabotaż
W utworzonym w lecie 1941 r. Wachlarzu do jesieni 1942 r. walczyło 27 CC – połowa ze zrzuconych wówczas do Polski. Dowodzili wszystkimi Odcinkami: cc. Stanisław Gilowski ps. Gotur (Odcinek I), cc. Jan Piwnik ps. Ponury (Odcinek II), cc. Alfred Paczkowski ps. Wania (Odcinek III), cc. Tadeusz Sokołowski ps. Trop (Odcinek IV) oraz cc. Jan Smela ps. Wir (Odcinek V).
Po reorganizacji ZWZ w AK, po powołaniu Kedywu walczyło w nim 146 CC, w tym 6 przejętych ze Związku Odwetu, 27 z Wachlarza oraz 20 w oddziałach partyzanckich. W Kedywie cichociemni obsadzili m.in. 10 stanowisk szefów lub zastępców szefów Kedywu w obszarach, okręgach i jednym podokręgu, ponadto liczne stanowiska inspektorów oraz oficerów dywersji, w inspektoratach i obwodach, a także kierowników ośrodków dywersyjnych. Organizowali samoobronę przed UPA na Wołyniu, dowodzili oddziałami dyspozycyjnymi AK,  m.in.: 
- por.  Adam Boryczka był w Kierownictwie Dywersji Okręgu Wileńskiego,
- kpt. Michał Wilczewski ps. Uszka był dowódcą Oddziału Specjalnego Dywersyjno-Dyspozycyjnego 40 pułku piechoty AK,
- kpt. Marian Mostowiec ps. Lisjej był oficerem dywersji oraz specjalistą minerstwa był w 6 Brygadzie AK,
- por. Ryszard Nuszkiewicz, mjr Maksymilian Klinicki, ppor. Henryk Januszkiewicz) dowodzili samodzielnym batalionem partyzanckim „Skała” w Krakowskiem.
- kpt. Adam Borys ps. Pług był organizatorem i pierwszym dowódcą specjalnego oddziału do walki z Gestapo – wydzielonej kompanii Agat, później Pegaz, następnie batalionu „Parasol”,
- por. Ryszard Nuszkiewicz ps. Powolny oraz por. cc. Henryk Januszkiewicz ps. Spokojny zorganizowali i przeprowadzili nieudany zamach na generalnego gubernatora Hansa Franka,
- por. Jan Piwnik ps. Ponury, cc. Jan Rogowski ps. Czarka, cc. Michał Fijałka ps. Kawa, cc. Wacław Kopisto ps. Kra przeprowadzili 18 stycznia 1943 r. brawurową akcję na więzienie w Pińsku, uwalniając 40 więźniów, w tym żołnierzy Wachlarza,
- ppor. Ludwik Wiechuła ps. Jeleń przygotował akcję na więzienie w Końskich, przeprowadzoną 5 czerwca 1944 r., w wyniku której uwolniono ok. 70 więźniów,
- mjr Franciszek Pukacki ps. Gzyms w 1943 r. w akcji sabotażowej zniszczył na lotniskach pięć bombowców nurkujących Junkers Ju-87D.

### Łączność
Łączność Armii Krajowej stanowiło ok. 57 radiostacji o kryptonimie „Wanda” , w tym 10 radiostacji Komendy Głównej AK i Komendy Obszaru Warszawa AK (Wanda 1, 2, 3, 4, 7, 9, 13, 62, 96), 25 radiostacji w Komendach Okręgów lub Inspektoratów AK, 10 radiostacji w sieci lotniczej (o numerach 300 i nast.) oraz 5 radiostacji przy dużych oddziałach partyzanckich. W sieci łączności AK pracowało 50 CC, obsługiwali zdecydowaną większość radiostacji AK. 12 CC służyło w łączności powstania warszawskiego, pracując na wszystkich funkcjonujących, 9 radiostacjach . Cc. kpt. Tadeusz Burdziński ps. Malina dowodził kompanią radiołączności „Kram” Oddziału V Komendy Głównej AK, jego zastępcą był cc. ppor. Czesław Pieniak ps. Bór.

### Wywiad
Szefem wywiadu ofensywnego Komendy Głównej AK był płk dypl. Kazimierz Iranek-Osmecki ps. Makary. W wywiadzie ofensywnym AK służyło 37 CC, m.in. zdobyli plany prototypów nowych niemieckich czołgów Panther, ręcznej broni przeciwpancernej Panzerfaust, zlokalizowali fabryki części do samolotów Focke-Wulf, umożliwiając ich zbombardowanie. Przede wszystkim przyczynili się do rozpracowania niemieckich pocisków V-1 oraz V-2. Oficerem polskiego wywiadu odpowiedzialnym za realizację tego zadania był cc. por. Stefan Ignaszak ps. Nordyk.

### Legalizacja
W strukturze Oddziału II Komendy Głównej AK funkcjonował Wydział Techniki i Legalizacji, którego zadaniem było przygotowywanie fałszywych dokumentów dla oficerów wywiadu (głównie AK) działających w okupowanej Europie, „pakowanie” konspiracyjnej poczty KG AK wysyłanej do Sztabu Naczelnego Wodza w Londynie oraz wykonywanie stacjonarnych i przenośnych skrytek na materiały wywiadowcze AK. 
Od kwietnia 1942 r. wydziałem kierował cc. por. Stanisław Jankowski ps. Agaton. Od grudnia 1942 r. szefem Wydziału Legalizacji (Centralne Biuro Legalizacji) KG AK, działającego pod kryptonimami: „Park”, „Leta”, „Izba” był cc. kpt. Julian Kozłowski ps. Cichy. Zastępcą szefa wydziału, nadzorującym komórki techniczne był cc. por. Witold Strumpf ps. Sud. Pracownikiem, następnie kierownikiem pracowni „Dokumenty Podróży” w tym wydziale był cc. por. Wilhelm Pluta ps. Lupa.

### Szkolenie
Komendantem szkoły dywersji Kedywu AK o kryptonimie „Zagajnik” (do lipca 1944 r., przeszkolono w niej ok. 1200 żołnierzy AK) był cc. mjr  Henryk Krajewski ps. Trzaska, a instruktorami również CC m.in.:
- rtm Jerzy Sokołowski ps. Mira, por. Stanisław Kotorowicz ps. Crown, por. Zbigniew Bąkiewicz ps. Zabawka, por. Jan Piwnik ps. Ponury, kpt. Alfred Paczkowski ps. Wania, por. Jan Rogowski ps. Czarka, por. Jan Marek ps. Walka, por. Ewaryst Jakubowski ps. Brat, por. Zbigniew Piasecki ps. Orlik[11].

Ponadto:  
- cc. Jan Grycz ps. Dziadzio był komendantem Leśnej Szkoły Młodszych Dowódców Piechoty „Młodnik”.
- cc. Bronisław Grun ps. Szyb był instruktorem w Szkole Podchorążych Rezerwy Piechoty „Agricola”.
- cc. Roman Romaszkan ps. Tatar był instruktorem wyszkolenia w Centrali Zaopatrzenia Terenu „Start I” oraz w Powstańczych Oddziałach Specjalnych „Jerzyki”,
- cc. Tadeusz Stocki ps. Ćma był inspektorem oraz wykładowcą na kursach kwatermistrzowskich KG AK.
- cc. Tadeusz Śmigielski ps. Ślad był instruktorem wywiadu na kursach KG AK.
- 146 CC oficerów dowodzących oddziałach w Kedywu było także instruktorami dywersji na swoim terenie.

### Zaopatrzenie
Cichociemni byli także kierownikami Centrali Zaopatrzenia Terenu (CZT), wspierającej jednostki AK poprzez uzupełnienie ich w ludzi, broń, sprzęt, lekarstwa itp. m.in.:
- płk Henryk Krajewski ps. Trzaska był pierwszym kierownikiem CZT,
- mjr Tadeusz Runge ps. Witoldod był kierownikiem CZT od przełomu kwietnia i maja 1944 r.[11]
- ppor. Stanisław Harasymowicz ps. Lalka był oficerem CZT.

Cichociemny gen. dyw. Tadeusz Kossakowski ps. Krystynek kierował zespołem ok. 800 osób produkujących środki walki, m.in. wyprodukowano ok. 35 tys. sztuk granatów, kilka dział szturmowych, miotacze płomieni, naprawiali karabiny, broń palna krótką i maszynową. Ponadto CC:
- kpt. Mirosław Kryszczukajtis ps. Szary współpracował z generałem Kossakowskim,
- mjr Tadeusz Stocki ps. Ćma kierował produkcją sprzętu dywersyjnego dla Związku Odwetu, następnie Kedywu KG AK.

Cichociemni, lecąc na skok do Polski, przewozili pieniądze dla AK oraz Polskiego Państwa Podziemnego – łącznie ponad 31 mln dolarów w banknotach i złocie oraz ok. 15,5 mln marek; kurierzy byli w stanie dostarczyć jedynie 3,9 mln USD oraz 4,5 mln marek.

## Cichociemni poza AK
większość CC służyła w AK, ale kilku przeszło do innych jednostek poza jej strukturami, m.in.:
- rtm. Leonard Zub-Zdanowicz ps. Ząb, nie otrzymawszy przydziału do oddziału partyzanckiego AK przeszedł do Narodowych Sił Zbrojnych, w których był kolejno: dowódcą lubelskiej Akcji Specjalnej, dowódcą 1 pułku Legii Nadwiślańskiej, szefem sztabu Brygady Świętokrzyskiej,
- por. Zbigniew Piasecki ps. Orlik, jako oficer Wachlarza a następnie Kedywu AK, w latach 1942–1943, działał także jako dowódca „piątki” dywersyjnej Związku Syndykalistów Polskich,
- por. Jan Marek ps. Walka będąc od 1942 r. oficerem Kedywu nawiązał kontakt z Konfederacją Narodu, gdzie został dowódcą Uderzeniowego Batalionu Szturmowego (następnie wstąpił do Uderzeniowych Batalionów Kadrowych, które 17 sierpnia 1943 r. włączono w skład AK)[14].

## Działalność po wojnie
Po zakończeniu II wojny światowej, co najmniej 18 CC pozostało w konspiracji w AK lub poza strukturami wojskowymi, m.in. zajmowali się przerzucaniem ludzi na Zachód albo ze wschodu do Polski centralnej i zachodniej. 
56 Cichociemnych walczyło jako (dzisiaj tak zwani) żołnierze wyklęci w antykomunistycznych strukturach wojskowych, w ramach podziemia antykomunistycznego:
- cc. Jan Kamieński pod ps. Klimaszewski był inspektorem Inspektoratu Południowego Narodowych Sił Zbrojnych, do 6 sierpnia 1945 r. pod ps. Litwin komendantem Okręgu Kraków Delegatury Sił Zbrojnych na Kraj.
- cc. Marian Gołębiewski od czerwca 1945 był szefem sztabu oraz zastępcą komendanta Okręgu Lublin Delegatury Sił Zbrojnych na Kraj; działał w opozycji antykomunistycznej aż do 1989 r.,
- cc. Bogusław Wolniak był szefem łączności technicznej Komendy Głównej Delegatury Sił Zbrojnych na Kraj w Warszawie.

43 CC zaangażowało się w działalność Delegatury Sił Zbrojnych na Kraj: Stefan Bałuk, Adam Boryczka, Przemysław Bystrzycki, Bronisław Czepczak-Górecki, Kazimierz Czerwiński, Hieronim Dekutowski, Feliks Dzikielewski, Adolf Gałacki, Tadeusz Gaworski, Marian Gołębiewski, Antoni Iglewski, Bolesław Jackiewicz, Henryk Januszkiewicz, Jan Kamieński, Eugeniusz Kaszyński, Tadeusz Kobyliński, Edward Kowalik, Wojciech Lipiński, Benon Łastowski, Adam Mackus, Jan Matysko, Stanisław Mazur, Jerzy Niemczycki, Michał Nowakowski, Jan Parczewski, Feliks Perekładowski, Marian Pokładecki, Stefan Przybylik, Kazimierz Raszplewicz, Edwin Scheller-Czarny, Fryderyk Serafiński, Stanisław Sędziak, Zenon Sikorski, Zdzisław Sroczyński, Tadeusz Starzyński, Piotr Szewczyk, Adam Trybus, Witold Uklański, Bernard Wiechuła, Otton Wiszniewski, Bogusław Wolniak, Lech Zabierek, Elżbieta Zawacka, Tadeusz Żelechowski.
25 CC działało także w strukturach Zrzeszenia „Wolność i Niezawisłość”: Stefan Bałuk, Adam Boryczka, Bernard Bzdawka, Antoni Chmielowski, Bronisław Czepczak-Górecki, Hieronim Dekutowski, Feliks Dzikielewski, Marian Gołębiewski, Antoni Iglewski, Bolesław Jackiewicz, Henryk Januszkiewicz, Edward Kiwer, Tadeusz Kobyliński, Stanisław Kolasiński, Mieczysław Kwarciński, Benon Łastowski, Jan Matysko, Stanisław Mazur, płk. cc. Bruno Nadolczak ps. Piast – był autorem raportu WiN o sowieckim ludobójstwie i zsyłkach Polaków, Michał Nowakowski, Fryderyk Serafiński, Stanisław Sędziak, Witold Uklański, Lech Zabierek.
Ponadto CC działali w kadrowych organizacjach:
- mjr Antoni Chmielowski, ppłk Antoni Iglewski, kpt. cc. Jan Kamieński, por.  Jerzy Kowalski, kpt. Stefan Przybylik, kpt. Michał Wilczewski, por. Roman Wiszniowski  w „NIE”,
- mjr Wincenty Ściegienny i mjr  Adam Trybus w Ruchu Oporu Armii Krajowej,
- ppłk Stanisław Sędziak w Obywatelskiej Armii Krajowej.